# Diócesis de Veracruz
La diócesis de Veracruz (en latín: Dioecesis Verae Crucis) es una circunscripción eclesiástica de la Iglesia católica en México. Se trata de una diócesis latina, sufragánea de la arquidiócesis de Xalapa. Desde el 12 de noviembre de 2018 su obispo es Carlos Briseño Arch, de la Orden de Agustinos Recoletos.

## Territorio y organización
La diócesis tiene 9227 km² y extiende su jurisdicción sobre los fieles católicos de rito latino residentes en 22 municipios del estado de Veracruz: Veracruz, Boca del Río, Medellín, La Antigua, Manlio Fabio Altamirano, Soledad de Doblado, Cotaxtla, Alvarado, Amatitlán, Tlacotalpan, Carlos A. Carrillo, Cosamaloapan, Tres Valles, Tierra Blanca, Paso de Ovejas, Puente Nacional, Ignacio de la Llave, Úrsulo Galván, Acula, Ixmatlahuacan, Jamapa y Tlalixcoyan. La diócesis forma parte de la Región Pastoral Golfo.
La sede de la diócesis se encuentra en la ciudad de Veracruz, en donde se halla la Catedral de la Asunción.
En 2020 en la diócesis existían 86 parroquias agrupadas en 9 decanatos.

### Decanato de la Asunción
Comprendiendo las Parroquias de:
- Nuestra Señora de la Asunción
- Rec. Nuestra Señora de los Dolores "La Pastora"
- Santo Cristo del Buen Viaje
- Sagrado Corazón de Jesús
- Stella Maris
- Sant. Nuestra Señora de Guadalupe
- Madre Santísima de la Luz
- La Madre de Dios
- Santa Rita de Casia
- San José de Calasanz

### Decanato de Cristo Rey
Comprendiendo las parroquias de:
- Cristo Rey y Nuestra Señora del Carmen
- C.Par. La Natividad del Señor
- C.Par. La Epifanía del Señor
- San Rafael Guízar y Valencia
- San Gabriel Arcángel
- Santa Vera-Cruz
- C.Par. Beato Ángel Darío Acosta Zurita
- La Divina Providencia
- Nuestra Señora del Consuelo
- Jesús Buen Pastor
- Nuestra Señora del Perpetuo Socorro y San Francisco de Asís

### Decanato de San Felipe de Jesús
Comprendiendo las parroquias de:
- San Felipe de Jesús
- Nuestra Señora de la Merced
- Nuestra Señora de Juquila
- San Francisco de Asís
- San José
- La Sagrada Familia
- El Espíritu Santo
- San Judas Tadeo
- Santa Teresa de Ávila
- Nuestra Señora del Rosario

### Decanato de Santa Ana
Comprendiendo las parroquias de:
- Señora Santa Ana
- San Judas Tadeo
- Nuestra Señora del Carmen
- Santa Teresita del Niño Jesús
- San José Obrero
- Nuestra Señora de San Juan de los Lagos
- Inmaculada Concepción y San Judas Tadeo
- San Pedro y San Pablo
- Jesús de Nazareth
- San Miguel Arcángel
- San Chárbel

### Decanato de San José
Comprendiendo las parroquias de:
- San José de la Montaña
- San Carlos Borromeo
- San Francisco de Asís
- Nuestra Señora de Guadalupe en Cd. Cardel
- El Santo Cristo del Buen Viaje
- San Miguel Arcángel
- Nuestra Señora del Sagrado Corazón
- Sant. Nuestra Señora de Guadalupe en Paso de Ovejas
- Nuestra Señora de Guadalupe en Tamarindo

### Decanato de Nuestra Señora de la Soledad
Comprendiendo las parroquias de:
- Nuestra Señora de la Soledad
- San Juan Bautista
- Cristo Rey
- Vicaría Fija San Juan Diego
- San Miguel Arcángel
- San Pedro
- La Inmaculada Concepción
- Nuestra Señora de Juquila

### Decanato de Nuestra Señora del Rosario
Comprendiendo las parroquias de:
- Nuestra Señora del Rosario
- La Santa Cruz
- Santos Apóstoles Pedro y Andrés
- Santa María de la Asunción
- Sagrado Corazón de Jesús
- La Inmaculada Concepción en Piedras Negras
- Inmaculada Concepción en La Tinaja
- San Pedro Apóstol

### Decanato de Nuestra Señora de Guadalupe
Comprendiendo las parroquias de:
- Sant. Nuestra Señora de Guadalupe en Tierra Blanca
- Nuestra Señora del Carmen
- Vic. Fija La Transfiguración del Señor
- Templo Expiatorio del Cuerpo y Sangre de Cristo
- Divino Salvador
- Nuestra Señora de Guadalupe en Joachin
- Sagrado Corazón de Jesús
- San Lucas Evangelista
- Cristo Rey
- San José

### Decanato de la Inmaculada
Comprendiendo las parroquias de:
- San Martín de Tours, Santuario de Nuestra Señora de Cosamaloapan
- San Isidro Labrador
- La Ascensión del Señor y Santiago Apóstol
- San Antonio de Padua y Santa Lucía
- Nuestra Señora del Rosario de Fátima
- San Cristóbal
- San Pedro Apóstol y Nuestra Señora de Pentecostés

## Historia
La diócesis fue erigida el 9 de junio de 1962 con la bula Populorum bono del papa Juan XXIII, tomando su territorio de la diócesis de Veracruz o Xalapa (hoy arquidiócesis de Xalapa) y de la diócesis de San Andrés Tuxtla.
El 12 de mayo de 1967, con la carta apostólica Duos novimus, el papa Pablo VI proclamó a la Santísima Virgen María Asunta al Cielo y a san José como patronos principales de la diócesis.

## Estadísticas
Según el Anuario Pontificio 2021 la diócesis tenía a fines de 2020 un total de 2 080 900 fieles bautizados.
| Año                                                                             | Población            | Población | Población      | Sacerdotes | Sacerdotes    | Sacerdotes    | Bautizados por sacerdote | Diáconos permanentes | Religiosos | Religiosos | Parroquias |
| Año                                                                             | Bautizados católicos | Total     | % de católicos | Total      | Clero secular | Clero regular | Bautizados por sacerdote | Diáconos permanentes | Varones    | Mujeres    | Parroquias |
| ------------------------------------------------------------------------------- | -------------------- | --------- | -------------- | ---------- | ------------- | ------------- | ------------------------ | -------------------- | ---------- | ---------- | ---------- |
| 1966                                                                            | 455 000              | 495 000   | 91.9           | 46         | 30            | 16            | 9891                     |                      | 16         | 16         | 23         |
| 1970                                                                            | 604 000              | 630 000   | 95.9           | 51         | 31            | 20            | 11 843                   |                      | 22         | 170        | 24         |
| 1976                                                                            | 660 000              | 700 000   | 94.3           | 64         | 42            | 22            | 10 312                   |                      | 24         | 250        | 31         |
| 1980                                                                            | 684 000              | 798 000   | 85.7           | 69         | 47            | 22            | 9913                     |                      | 24         | 250        | 31         |
| 1990                                                                            | 1 205 000            | 1 285 000 | 93.8           | 71         | 47            | 24            | 16 971                   |                      | 24         | 206        | 38         |
| 1999                                                                            | 3 038 080            | 3 167 900 | 95.9           | 102        | 78            | 24            | 29 785                   |                      | 24         | 223        | 66         |
| 2000                                                                            | 2 035 000            | 2 200 000 | 92.5           | 110        | 86            | 24            | 18 500                   | 8                    | 24         | 223        | 68         |
| 2001                                                                            | 2 035 000            | 2 200 000 | 92.5           | 106        | 82            | 24            | 19 198                   | 8                    | 24         | 223        | 68         |
| 2002                                                                            | 2 035 000            | 2 200 000 | 92.5           | 119        | 85            | 34            | 17 100                   | 8                    | 34         | 183        | 69         |
| 2003                                                                            | 2 035 000            | 2 200 000 | 92.5           | 121        | 87            | 34            | 16 818                   | 8                    | 40         | 188        | 70         |
| 2004                                                                            | 1 800 000            | 2 000     | 90.0           | 123        | 89            | 34            | 14 634                   | 8                    | 40         | 182        | 70         |
| 2010                                                                            | 1 894 000            | 2 105 000 | 90.0           | 129        | 102           | 27            | 14 682                   | 10                   | 34         | 154        | 72         |
| 2014                                                                            | 1 958 000            | 2 177 000 | 89.9           | 144        | 116           | 28            | 13 597                   | 35                   | 54         | 124        | 74         |
| 2017                                                                            | 2 020 360            | 2 246 600 | 89.9           | 143        | 120           | 23            | 14 128                   |                      | 27         | 124        | 76         |
| 2020                                                                            | 2 080 900            | 2 313 880 | 89.9           | 145        | 121           | 24            | 14 351                   | 35                   | 28         | 124        | 86         |
| Fuente: Catholic-Hierarchy, que a su vez toma los datos del Anuario Pontificio. |                      |           |                |            |               |               |                          |                      |            |            |            |

## Episcopologio
- José Guadalupe Padilla Lozano † (15 de enero de 1963-18 de febrero de 2000 retirado)
- Luis Gabriel Cuara Méndez † (18 de febrero de 2000-20 de noviembre de 2005 falleció)
- Luis Felipe Gallardo Martín del Campo, S.D.B. (8 de mayo de 2006-12 de noviembre de 2018 retirado)
- Carlos Briseño Arch, O.A.R., desde el 12 de noviembre de 2018